# Maldonado (departament)
Maldonado – urugwajski departament położony na południu kraju, nad 
Atlantykiem. Graniczy z następującymi departamentami: od zachodu z Canelones, na północy z Lavalleja, a od wschodu z Rocha. Na terenie Maldonado znajduje się najdalej na południe wysunięty
punkt Urugwaju – Punta del Este, nieopodal którego znajduje się kurort o tej samej nazwie. Ponadto w północnej części departamentu znajduje się najwyższy punkt Urugwaju – Catedral (513 m n.p.m.).
Ośrodkiem administracyjnym oraz największym miastem tego powstałego w 1816 departamentu jest Maldonado.
Powierzchnia Maldonado wynosi 4 793 km². W 2004 departament zamieszkiwało 140 192 osoby, co dawało gęstość zaludnienia 29,2 mieszk./km².